# 名湯『異世界の湯』開拓記 〜アラフォー温泉マニアの転生先は、のんびり温泉天国でした〜
『名湯『異世界の湯』開拓記 〜アラフォー温泉マニアの転生先は、のんびり温泉天国でした〜』（めいとういせかいのゆかいたくき アラフォーおんせんマニアのてんせいさきは のんびりおんせんてんごくでした）は、綿涙粉緒による日本のライトノベル。小説投稿サイト「ノベルアップ+」（ホビージャパン）にて2019年9月6日より連載中。2020年には「第2回ノベルアップ+小説大賞」（同社）に入賞し、2021年からはHJノベルス（同社）より書籍化されている。イラストは吉武。
メディアミックスとして、佐々木マサヒトによるコミカライズが『ファイアクロス』内のウェブコミック配信サイト『コミックファイア』にて2021年11月19日から2023年12月25日まで連載され。2024年にはテレビアニメ化された。

## あらすじ
温泉好きの湯川好蔵は、秘湯を探している最中に女性用の露天風呂に遭遇、盗撮と間違われて逃げている最中に崖から転落、落ちる途中で壊れかけた鳥居を見かける。鳥居に捕まれば助かったのかもしれないが、鳥居を壊す可能性を考えて捕まらなかった結果、そのまま転落死してしまった。その一部始終を見ていたお稲荷様に鳥居を守ったことを感謝され、繭玉を連れて異世界へと転生することになる。
異世界にも温泉はあるものの、勘違いから「死の泉」と呼ばれ忌避されていることを知った好蔵は、お稲荷様の使いである繭玉とともに異世界で温泉の魅力を伝えることを決意する。

## 登場キャラクター
湯川好蔵（ゆかわ こうぞう）
声 - 常盤昌平
本作の主人公。温泉マニアの35歳の男性。インターネットでは「温泉饅頭3世」の名で活動していた。
温泉の捜索中誤って女湯を見てしまい逃げる途中、足を滑らせて転落死し、気が付くと異世界に転生していた。
温泉を「死の泉」扱いされていることを知ると、温泉について布教を始めた。
異世界に転生はしたものの、特に能力などは貰っておらず普通の人間のままである。
繭玉（まゆだま）
声 - 三宅麻理恵
本作のヒロイン。お稲荷様の使いの姫。狐の耳や尻尾を持っているが、狐そのものではなく神社に祭られた繭玉が人の姿と自我を手に入れたものであり、正確には付喪神である。
異世界の住人には豊穣の神と外見がよく似ている、という理由で崇められている。
実は一度主を殺されてショックを受けていたことがあるが、現在は立ち直っている。
リリウム
声 - 恋糸りあ
エルフ族の少女。異世界に来た好蔵が最初に出会った異世界の人。最初は好蔵たちが「死の泉」こと温泉に浸かっている状態で遭遇したため攻撃を仕掛けてしまうが、最終的に自分も温泉につかり、無害と理解した。
オーヘンデック
声 - 倉持京子
リリウムの姉でエルフ族の族長。
温泉は暖かく魚が住めないことから、滅びをもたらす火の精霊の影響を受けている、という解釈で温泉を「死の泉」と認識している。
好蔵から（地熱の理論は説明しても理解できないため、異世界の発想に合わせて）水の精霊が土の精霊の抱擁を受けて暖かくなっている、と説明され温泉の認識を改めた。
ルイルイ
声 - 宮咲あかり
異世界を統べる王。異世界転生してきた人間。
女性だがある事情で男装している。なお、嫌々ではなく本人も男装を楽しんでいる。
小町（こまち）
声 - 宮世真理子
ルイルイのお世話係。繭玉の先輩。

## 制作背景
綿涙が、大学時代には風呂部に入っていたほど温泉が好きだったことが、温泉をモチーフとした小説を書くきっかけとなった。執筆するうえでは、あまり不幸な展開にならないように気を付けている。

## 既刊一覧

### 小説
- 綿涙粉緒（著）・吉武（イラスト） 『名湯『異世界の湯』開拓記 〜アラフォー温泉マニアの転生先は、のんびり温泉天国でした〜』 ホビージャパン〈HJノベルス〉、既刊3巻（2022年8月19日現在）
  1. 2021年8月19日発売[9]、ISBN 978-4-7986-2573-7
  2. 2021年12月18日発売[10]、ISBN 978-4-7986-2697-0
  3. 2022年8月19日発売[11]、ISBN 978-4-7986-2899-8

### 漫画
- 綿涙粉緒（著）・吉武（キャラクター原案）・佐々木マサヒト（漫画） 『名湯『異世界の湯』開拓記 〜アラフォー温泉マニアの転生先は、のんびり温泉天国でした〜』 ホビージャパン〈HJコミックス〉、全2巻
  1. 2022年8月1日発売[12]、ISBN 978-4-7986-2894-3
  2. 2023年12月28日発売[13]、ISBN 978-4-7986-3391-6

## テレビアニメ
2023年11月にテレビアニメ化が発表され、2024年1月から3月までTOKYO MXほかにて5分枠の短編アニメとして放送された。「ノベルアップ+」発の作品では初のアニメ化となった。テレビ放送のほか、AnimeFestaでは「湯気なしver.」が独占先行配信された。なお、この「湯気無しver」は2024年4月からAT-Xで放送開始。(湯気無しverのため「視聴年齢制限あり（R-15指定）」となっている。)

### スタッフ
- 原作 - 綿涙粉緒[7]
- キャラクター原案 - 吉武[7]
- 漫画 - 佐々木マサヒト[7]
- 監督 - 峯友則[7]
- シリーズ構成・脚本 - 香椎葉平[7]
- キャラクターデザイン・総作画監督 - 保村成[7]
- 美術監督 - 三宅昌和[7]
- 美術設定 - 平栁悟[7]
- 色彩設計 - 村口冬仁[7]
- 編集 - 河上尚[7]
- 撮影監督 - 坂野正弥[7]
- 音響演出 - 志村貴博
- 音楽演出 - 小見川千明
- 音楽制作 - YAB EntertainMent[7]
- プロデュース - 松谷健一郎、石坂竜二、三村雄飛、西山弘志
- アニメーションプロデューサー - 本川耕平
- アニメーション制作 - BloomZ、ウルフズベイン[7]
- 制作協力 - 月虹[7]
- 製作 - 「異世界の湯」製作委員会[7]

### 主題歌
「Baby love! Baby please!」
ギルドロップスによる主題歌。作詞・作曲・編曲はSUPA LOVEの金崎真士。

### 各話リスト
| 話数   | サブタイトル           | 絵コンテ   | 演出       | 作画監督                     | 初放送日       |
| ------ | ---------------------- | ---------- | ---------- | ---------------------------- | -------------- |
| 1番湯  | 狐少女と温泉の作法     | 峯友則     | 峯友則     | 佐藤このみ 成松義人 グレーン | 2024年 1月12日 |
| 2番湯  | エルフの娘と作法違反   | 峯友則     | 峯友則     | 冨田泰弘                     | 1月19日        |
| 3番湯  | 森の民とモール泉       | 上野謙矢   | 上野謙矢   | グレーン                     | 1月26日        |
| 4番湯  | エルフの族長と呪いの湯 | 上野謙矢   | 上野謙矢   | 冨田泰弘 中村優作            | 2月2日         |
| 5番湯  | 我らが森に祝福を       | 上野謙矢   | 上野謙矢   | 今井雅美 永田有香 冨田泰弘   | 2月9日         |
| 6番湯  | 妙案と温泉の効能       | 上野謙矢   | 上野謙矢   | グレーン                     | 2月16日        |
| 7番湯  | 夢と湯あたり           | 上野謙矢   | 上野謙矢   | 斎藤大輔                     | 2月23日        |
| 8番湯  | 転げ落ちた日の想い出   | 上野謙矢   | 上野謙矢   | -                            | 3月1日         |
| 9番湯  | 先輩と有言十支族の王   | 飯野健太郎 | 上野謙矢   | Fincrossed Studio 方満       | 3月8日         |
| 10番湯 | 王の頼みと好蔵の想い   | 飯野健太郎 | 飯野健太郎 | 斎藤大輔 グレーン            | 3月15日        |
| 11番湯 | 呪われた血の湯と蜂蜜酒 | 飯野健太郎 | 飯野健太郎 | 酒井有香                     | 3月22日        |
| 12番湯 | 繭玉山荘               | 峯友則     | 峯友則     | 斎藤大輔                     | 3月29日        |

### 放送局
| 放送期間                | 放送時間                     | 放送局   | 対象地域 | 備考                                     |
| ----------------------- | ---------------------------- | -------- | -------- | ---------------------------------------- |
| 2024年1月12日 - 3月29日 | 金曜 1:00 - 1:05（木曜深夜） | TOKYO MX | 東京都   |                                          |
| 2024年1月18日 - 4月4日  | 木曜 1:00 - 1:05（水曜深夜） | BSフジ   | 日本全域 | BS/BS4K放送 / 『アニメギルド』枠         |
| 2024年4月18日 -         | 木曜 22:00 - 22:05           | AT-X     | 日本全域 | CS放送 / リピート放送あり / 湯気なしver. |

| 配信開始日    | 配信時間                   | 配信サイト | 備考         |
| ------------- | -------------------------- | --- | ------------ |
| 2024年1月12日 | 金曜 1:05（木曜深夜） 更新 | AnimeFesta | 湯気なしver. |
|               |                            | dアニメストア |              |
| 2024年1月15日 | 月曜 12:00 更新            | U-NEXT アニメ放題 DMM TV ABEMA FOD Lemino バンダイチャンネル Hulu ふらっと動画 ニコニコチャンネル HAPPY!動画 WATCHA Amazon Prime Video |              |
| 2024年1月17日 | 火曜 0:00（月曜深夜） 更新 | TELASA J:COM STREAM milplus |              |
| 2024年4月1日  | 月曜 12:00 更新            | ビデオマーケット music.jp カンテレドーガ                                                                                               |              |

### Blu-ray
発売元・販売元：合同会社月虹
| 巻 | 発売日        | 収録話         | 規格品番  |
| -- | ------------- | -------------- | --------- |
| 1  | 2024年5月29日 | 第1話 - 第12話 | GBD240001 |

## ボイスドラマ
ASMRのボイスドラマが、2024年2月9日よりVoiceFestaで、3月1日よりそのほかのサイトで順次配信された。